# Bahnhof Schifferstadt
Der Bahnhof Schifferstadt (lokal auch als Hauptbahnhof bezeichnet) ist die bedeutendere der zwei Bahnstationen in der rheinland-pfälzischen Mittelstadt Schifferstadt. Er gehört der Preisklasse 3 an und verfügt über drei Bahnsteiggleise. Der Bahnhof liegt in der Tarifzone 123 des Verkehrsverbunds Rhein-Neckar (VRN). Teile der Bahnsteigüberdachung aus der Anfangszeit des Bahnhofs stehen unter Denkmalschutz.
Er wurde am 11. Juni 1847 als Trennungsbahnhof eröffnet. An diesem Tag gingen der Streckenabschnitt Ludwigshafen–Neustadt der Pfälzischen Ludwigsbahn und zugleich die Stichstrecke nach Speyer in Betrieb. Erstere war zwei Jahre später durchgehend bis Bexbach befahrbar. Die Strecke nach Speyer wurde 1864 bis Germersheim verlängert und 1876 bis nach Wörth durchgebunden. Aus der Ludwigsbahn ging später die heutige Bahnstrecke Mannheim–Saarbrücken hervor, deren wichtigster Unterwegsbahnhof zwischen Ludwigshafen und Neustadt heute Schifferstadt ist.

## Lage

### Örtliche Lage
Seine Anschrift lautet Bahnhofstraße 87. Der Bahnhof befindet sich am nordwestlichen Stadtrand. Westlich von ihm erstreckt sich ein Gewerbegebiet. Vom Südosten her kommt die Bahnhofstraße, die auf seiner Höhe T-förmig in einer Sackgasse endet. Der südliche Bahnhofsbereich wird von der Dürkheimer Straße – zugleich Kreisstraße 11 – überbrückt.

### Bahnstrecken
Die aus Norden kommende, dort viergleisige Bahnstrecke Mannheim–Saarbrücken verläuft im Bahnhofsbereich von Nordosten nach Südwesten, ehe sie anschließend zweigleisig nach Westsüdwest Richtung Neustadt abbiegt. Die Bahnstrecke nach Wörth verlässt den Bahnhof in südöstliche Richtung. Beide Strecken sind innerhalb von Schifferstadt überwiegend geradlinig trassiert.

## Geschichte

### Bahninitiativen rund um Schifferstadt
Ursprünglich war geplant, innerhalb des zu Bayern gehörenden Rheinkreises zuerst eine Bahnstrecke in Nord-Süd-Richtung von der Rheinschanze über Schifferstadt, Speyer und Lauterbourg bis nach Strasbourg in Betrieb zu nehmen, die mit der von Baden projektierten Strecke Mannheim–Basel konkurrieren sollte. Diese wurde jedoch zugunsten einer Ost-West-Magistrale, die primär dem Kohletransport dienen sollte, zurückgestellt.
Zunächst war jedoch unklar, ob diese Ost-West-Strecke über Schifferstadt führen sollte. Speyer, die Hauptstadt der Pfalz, setzte sich dafür ein, östlicher Endpunkt der Strecke zu werden. Argumentiert wurde im Wesentlichen, dass die Domstadt ein alter Handelsplatz sei, während die Rheinschanze, die alternativ als Streckenende in Erwägung gezogen wurde, als bloßer Militärstützpunkt lediglich dem Übergang von Waren diene. Diese Bestrebungen setzten sich jedoch nicht durch, da die Bahngesellschaft hauptsächlich den rechtsrheinischen Teil der aufstrebenden Rhein-Neckar-Region – vor allem Mannheim – als Markt im Blick hatte und der Export der Kohle ins Gebiet jenseits des Rheins für wichtiger erachtet wurde. Speyer sollte jedoch eine Zweigbahn erhalten.
Östlich von Kaiserslautern standen zudem für die Streckenführung zwei Varianten zur Diskussion. Zunächst dachten die verantwortlichen Ingenieure an einen Streckenverlauf über das Dürkheimer Tal und Bad Dürkheim, entschieden sich aber schließlich für die Variante durch das Neustadter Tal. Dessen Überwindung würde sich gemäß einem Gutachten zwar ebenfalls schwierig gestalten, jedoch keine stationären Dampfmaschinen und Seilzüge erfordern. Aufgrund der Streckenführung über Neustadt sollte Schifferstadt ebenfalls an die Magistrale angeschlossen und sogar Eisenbahnknotenpunkt werden. Von dort aus sollte die Stichbahn nach Speyer abzweigen.

### Eröffnung und Folgezeit
Der Bahnhof Schifferstadt wurde am 11. Juni 1847 mit dem ersten Streckenabschnitt der „Pfälzische Ludwigsbahn“ genannten Ost-West-Magistrale zwischen Neustadt und Ludwigshafen eröffnet. Zeitgleich folgte der Anschluss der Stichstrecke nach Speyer. Dadurch wurde Schifferstadt zum ersten Eisenbahnknotenpunkt innerhalb der Pfalz.
Am 14. März 1864 wurde die nach Speyer führende Stichbahn bis nach Germersheim verlängert und am 25. Juli 1876 bis nach Wörth durchgebunden. Da diese Strecke zunächst eingleisig ausgeführt worden war, fuhren aus Kapazitätsgründen die aus Ludwigshafen kommenden Fernzüge nach Neustadt, um dort nach einem Richtungswechsel über die Maximiliansbahn nach Straßburg zu fahren. In den Jahren 1905 und 1906 wurde sie samt ihrer Fortsetzung nach Straßburg zweigleisig ausgebaut. Zur Erhöhung der Reisegeschwindigkeit wurden im Bahnhof Schifferstadt die Gleisanlagen umstrukturiert.
Mit Ausbruch des Ersten Weltkrieges kam der Fernverkehr in Nord-Süd-Richtung zum Erliegen. Wegen der Rückgabe Elsaß-Lothringens an Frankreich wurde er nach Kriegsende auch nicht wieder aufgenommen.
1922 erfolgte die Eingliederung des Bahnhofs in die neu gegründete Reichsbahndirektion Ludwigshafen. Im Zuge deren Auflösung zum 1. April 1937 wechselte er in den Zuständigkeitsbereich der Mainzer Direktion. Während dieser Zeit bildete er außerdem einen Lokomotivbahnhof, der eine Dependance des Bahnbetriebswerkes Neustadt darstellte.

### Deutsche Bundesbahn und Deutsche Bahn
Die französische Besatzungsmacht gliederte nach dem Zweiten Weltkrieg den Bahnhof – wie alle Bahnanlagen im Nordteil der Besatzungszone, dem späteren Land Rheinland-Pfalz – in die Zuständigkeit der Eisenbahndirektion Mainz ein. Mit dieser ging er auf die Deutsche Bundesbahn über.
Ab 1960 folgte die schrittweise Elektrifizierung der Bahnstrecke Mannheim–Saarbrücken. Diese kam am 12. März 1964 zum Abschluss; seither ist Schifferstadt mit elektrischen Zügen erreichbar. In der Folgezeit wurde der Bahnübergang von der Bahnhofsstraße zur Dannstadter Straße, der mitten durch die Bahnsteige verlief, geschlossen und stattdessen eine Brücke in Form der Dürkheimer Straße im südlichen Bahnhofsbereich errichtet. Ebenso wurden die Übergänge des Mühlweges und der Hofstückstraße im südwestlichen Bahnhofsbereich demontiert.
1970 erhielt der Bahnhof ein Drucktastenstellwerk der Bauart SpDrS 60 und alle Formsignale wurden dabei auch durch Lichtsignale ersetzt. Das neue Stellwerk ersetzte vier mechanischen Stellwerke.
Mit der schrittweisen Auflösung der Bundesbahndirektion Mainz in den Jahren 1971/72 fiel die Zuständigkeit für den Bahnhof zum 1. Juni 1971 an die Bundesbahndirektion Karlsruhe.
Da die enge Kurve der Strecke nach Neustadt im Bahnhof Schifferstadt für Fernzüge in Ost-West-Richtung eine sehr hinderliche Langsamfahrstelle bedeutete, begann die Deutsche Bahn im Jahr 1998 eine Umfahrung zu errichten. Diese sollte zum einen die Reisezeiten im Fernverkehr verkürzen und zum anderen eine Entlastung des Schifferstadter Bahnhofs erreichen. Im November 2003 kam diese Maßnahme zu ihrem Abschluss. Mit Eröffnung der S-Bahn Rhein-Neckar einen Monat später wurde der Bahnhof zum Knotenpunkt im Rhein-Neckar-Verkehrsnetz. Hier trennen sich die S-Bahn-Linien S1 und S2 (Richtung Kaiserslautern) von den S-Bahn-Linien S3 und S4 (Richtung Germersheim). In den Abendstunden ist der Bahnhof Schifferstadt Endstation für einzelne S-Bahn-Züge.

## Bahnhofsanlagen

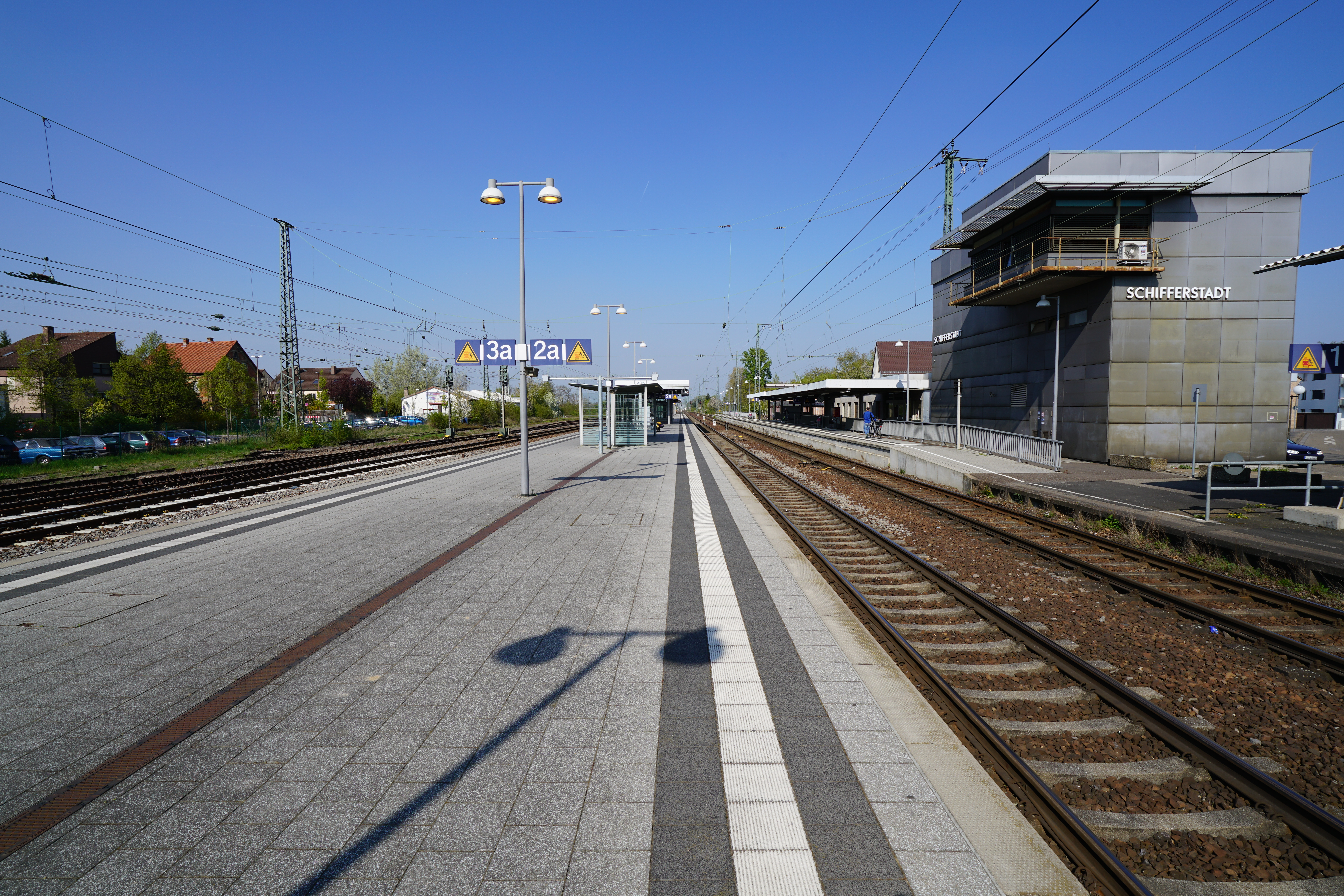
Bahnsteige des Bahnhofs Schifferstadt mit Stellwerk (rechts)

Das ursprüngliche Empfangsgebäude, das bereits in den Jahren nach dem Zweiten Weltkrieg Alterserscheinungen aufwies, wurde 1964 abgerissen und durch einen schlicht gehaltenen Nachfolger ersetzt.
Im Bahnhofsgebäude sind ein Stellwerk, ein Fahrkartenschalter und ein Kiosk untergebracht. Auf dem Bahnhofsgelände findet man außerdem Telefonzellen, Fahrradabstellplätze und P+R-Parkplätze. Neben dem Bahnhof befand sich bis zu ihrer Schließung im Jahr 2013 die 13. Polizeihundertschaft der Bereitschaftspolizei Rheinland-Pfalz.
Der Bahnhof verfügt über einen Hausbahnsteig an Gleis 1 und einen Mittelbahnsteig an den Gleisen 2 und 3. Westlich von Gleis 3 befinden sich drei bahnsteiglose Gleise zum Überholen langsamerer Züge. Weitere Gleise sind nicht mehr angebunden und teilweise überwachsen. Aus der Anfangszeit des Bahnhofs sind darüber hinaus Reste des gusseisernen Tragwerks der Bahnsteigüberdachung im Stil des Historismus sowie Reste der Geländer zur Unterführung erhalten. Sie stehen unter Denkmalschutz.
Früher befand sich an der Stelle, an der sich die Gleise Richtung Saarbrücken sowie Richtung Wörth verzweigen, ein Lokschuppen. Außerdem gab es auf der Südseite der Bahnsteige auf der Höhe der Polizeigebäude ein Stumpfgleis mit einer Ladestation für Akkumulatortriebwagen der DB-Baureihe ETA 150, die zeitweise auf der Strecke nach Wörth verkehrten.

## Anbindung
Im Bahnhof Schifferstadt halten vier Linien der S-Bahn Rhein-Neckar, außerdem die Regional-Express-Linie RE 4 von Karlsruhe über Germersheim, Ludwigshafen und Mainz nach Frankfurt. Vereinzelt halten auch die Züge der Regional-Express-Linie RE 1 von Koblenz nach Mannheim. Außerdem verkehren einzelne „BASF-Werkszüge“ als S 4 in der Hauptverkehrszeit. Jahrzehntelang hielt der Ausflugszug Bundenthaler ebenfalls in Schifferstadt. Obwohl dieser 1976 eingestellte Zug 1997 reaktiviert wurde und inzwischen ab Mannheim verkehrt, durchfährt er den Bahnhof inzwischen ohne Halt. Nach dem Zweiten Weltkrieg verkehrten bis Juli 1980 außerdem Eilzüge der Relation Ludwigshafen–Strasbourg, die vor allem den in Deutschland stationierten französischen Soldaten dienten.

### Regionalverkehr
| Linie | Strecke | Taktfrequenz |
| ----- | --- | ------------ |
| RE 1  | Koblenz – Trier – Saarbrücken – Homburg (Saar) – Neustadt (Weinstr) – Schifferstadt – Ludwigshafen (Rhein) Mitte – Mannheim | ein Zug      |
| RE4   | SÜWEX: Karlsruhe Hbf – Graben-Neudorf – Philippsburg (Baden) – Germersheim – Speyer Hbf – Schifferstadt – Ludwigshafen (Rhein) Hbf – Frankenthal Hbf – Worms Hbf (→ Osthofen → Guntersblum → Oppenheim → Nierstein → Mainz Römisches Theater) (ein Zug) – Mainz Hbf – Hochheim (Main) – Frankfurt-Höchst – Frankfurt (Main) Hbf Stand: Fahrplanwechsel Dezember 2021 | 120 min      |

### S-Bahn Rhein-Neckar
| Linie | Verlauf | Takt                       |
| ----- | --- | -------------------------- |
| S 1   | Homburg (Saar) Hbf – Bruchmühlbach-Miesau – Hauptstuhl – Landstuhl – Kindsbach – Einsiedlerhof – Vogelweh – Kennelgarten – Kaiserslautern Hbf – Hochspeyer – Frankenstein (Pfalz) – Weidenthal – Neidenfels – Lambrecht (Pfalz) – Neustadt (Weinstr) Hbf – Neustadt (Weinstr)-Böbig – Haßloch (Pfalz) – Böhl-Iggelheim – Schifferstadt – Limburgerhof – (Ludwigshafen-Rheingönheim – Ludwigshafen-Mundenheim –) (einzelne Züge) Ludwigshafen (Rhein) Hbf – Ludwigshafen (Rhein) Mitte – Mannheim Hbf – Mannheim ARENA/Maimarkt – Mannheim-Seckenheim – Mannheim-Friedrichsfeld Süd – Heidelberg-Pfaffengrund/Wieblingen – Heidelberg Hbf – Heidelberg-Weststadt/Südstadt – Heidelberg-Altstadt – Heidelberg-Schlierbach/Ziegelhausen – Heidelberg Orthopädie – Neckargemünd – Neckargemünd Altstadt – Neckarsteinach – Neckarhausen (b Neckarsteinach) – Hirschhorn (Neckar) – Eberbach – Lindach – Zwingenberg (Baden) – Neckargerach – Binau – Mosbach‐Neckarelz – Mosbach West – Mosbach (Baden) – Neckarburken – Dallau – Auerbach (b Mosbach) – Oberschefflenz – Eicholzheim – Seckach – Zimmern bei Seckach – Adelsheim Nord – Osterburken Stand: Fahrplanwechsel Dezember 2021 | 60 min                     |
| S 2   | Kaiserslautern Hbf – Hochspeyer – Frankenstein (Pfalz) – Weidenthal – Neidenfels – Lambrecht (Pfalz) – Neustadt (Weinstr) Hbf – Neustadt (Weinstr)-Böbig – Haßloch (Pfalz) – Böhl-Iggelheim – Schifferstadt – Limburgerhof – Ludwigshafen-Rheingönheim – Ludwigshafen-Mundenheim – Ludwigshafen (Rhein) Hbf – Ludwigshafen (Rhein) Mitte – Mannheim Hbf – Mannheim ARENA/Maimarkt – Mannheim-Seckenheim – Mannheim-Friedrichsfeld Süd – Heidelberg-Pfaffengrund/Wieblingen – Heidelberg Hbf – Heidelberg-Weststadt/Südstadt – Heidelberg-Altstadt – Heidelberg-Schlierbach/Ziegelhausen – Heidelberg Orthopädie – Neckargemünd – Neckargemünd Altstadt – Neckarsteinach – Neckarhausen (b Neckarsteinach) – Hirschhorn (Neckar) – Eberbach – Lindach – Zwingenberg (Baden) – Neckargerach – Binau – Mosbach‐Neckarelz – Mosbach West – Mosbach (Baden) Stand: Fahrplanwechsel Dezember 2021 | 60 min                     |
| S 3   | Germersheim – Lingenfeld – Heiligenstein (Pfalz) – Berghausen (Pfalz) – Speyer Hbf – Speyer Nord-West – Schifferstadt Süd – Schifferstadt – Limburgerhof – (Ludwigshafen-Rheingönheim – Ludwigshafen-Mundenheim –) (stündlich) Ludwigshafen (Rhein) Hbf – Ludwigshafen (Rhein) Mitte – Mannheim Hbf – (Mannheim ARENA/Maimarkt – Mannheim-Seckenheim –) (stündlich) Mannheim-Friedrichsfeld Süd – Heidelberg-Pfaffengrund/Wieblingen – Heidelberg Hbf – Heidelberg-Kirchheim/Rohrbach – St Ilgen-Sandhausen – Wiesloch-Walldorf – Rot-Malsch – Bad Schönborn-Kronau – Bad Schönborn Süd – Stettfeld-Weiher – Ubstadt-Weiher – Bruchsal – (Bruchsal Bildungszentrum – Untergrombach – Weingarten (Baden) –) (einzelne Züge) Karlsruhe-Durlach – Karlsruhe Hbf Stand: Fahrplanwechsel Dezember 2021 | 30/60 min                  |
| S 4   | Germersheim – Lingenfeld – Heiligenstein (Pfalz) – Berghausen (Pfalz) – Speyer Hbf – Speyer Nord-West – Schifferstadt Süd – Schifferstadt – Limburgerhof – Ludwigshafen-Rheingönheim – Ludwigshafen-Mundenheim – Ludwigshafen (Rhein) Hbf – Ludwigshafen (Rhein) Mitte – Mannheim Hbf – Mannheim ARENA/Maimarkt – Mannheim-Seckenheim – Mannheim-Friedrichsfeld Süd – Heidelberg-Pfaffengrund/Wieblingen – Heidelberg Hbf – Heidelberg-Kirchheim/Rohrbach – St Ilgen-Sandhausen – Wiesloch-Walldorf – Rot-Malsch – Bad Schönborn-Kronau – Bad Schönborn Süd – Stettfeld-Weiher – Ubstadt-Weiher – Bruchsal Stand: Fahrplanwechsel Dezember 2021 | 60 min (morgens/abends)    |
| S 44  | (Homburg (Saar) Hbf – Bruchmühlbach-Miesau – Hauptstuhl – Landstuhl – Kindsbach – Einsiedlerhof – Vogelweh – Kennelgarten – Kaiserslautern Hbf – Hochspeyer – Frankenstein (Pfalz) – Weidenthal – Neidenfels – Lambrecht (Pfalz) – Neustadt (Weinstr) Hbf – Neustadt (Weinstr)-Böbig – Haßloch (Pfalz) – Böhl-Iggelheim) / (Germersheim – Lingenfeld – Heiligenstein (Pfalz) – Berghausen (Pfalz) – Speyer Hbf – Speyer Nord-West) – Schifferstadt – Limburgerhof – Ludwigshafen-Rheingönheim – Ludwigshafen-Mundenheim – Ludwigshafen (Rhein) Hbf – Ludwigshafen (Rhein) BASF Süd – Ludwigshafen (Rhein) BASF Mitte – Ludwigshafen (Rhein) BASF Nord Stand: Fahrplanwechsel Dezember 2021 | einzelne Züge (wochentags) |

## Sonstiges
Ein letztes Lebenszeichen der später heiliggesprochenen Edith Stein stammt vom Bahnhof Schifferstadt, wo ihr Eisenbahntransport in das KZ Auschwitz-Birkenau am 7. August 1942 gegen 13 Uhr kurz hielt. Eine Edith-Stein-Gedenktafel befindet sich auf dem Bahnsteig zwischen den Gleisen 2 und 3.